# Савјет министара Холандије
Савјет министара Холандије (хол. Ministerraad) носилац је извршне власти у Холандији.

## Састав
Сви министри заједно чине Савјет министара под руководством министра-предсједника („премијера”). Поставља и разрјешава их краљ указом.
Министри стоје на челу министарстава, али могу бити и министри без портфеља (хол. minister zonder portefeuille). Краљ је политички неодговоран, а сву одговорност за државну политику сносе министри који премапотписују краљеве акте.
У холандској влади поред министара постоје и државни секретари (хол. staatssecretarissen). Они нису чланови Савјета министара, али заједно са министрима чине кабинет (хол. kabinet) који представља јединство владе.

## Дјелокруг
Начин рада Савјета министара Холандије је ближе прописан његовим пословником (хол. Reglement van orde voor de ministerraad). У правилу састаје се сваког петка. Савјет министара именује секретара и замјеника секретара на предлог министра-предсједника. На сједницама Савјета министара се гласа само уколико нема консензуса. Савјет министара може формирати подсавјете и комисије за припрему аката из своје надлежности. Рад Савјета министара је повјерљив, а његови записници се држе у тајности.
Савјет министара Холандије (хол. Ministerraad) различит је орган од Савјета министара Краљевине Холандије (хол. Rijksministerraad) који се поред свих министара из Холандије састоји и из опуномоћених министара из три конститутивне јединице на Карибима (Аруба, Курасао и Свети Мартин). Сходно томе се разликују и два уставна акта: Устав Холандије и Повеља Краљевине Холандије. Међутим, будући да је континентална Холандија најмоћнија од четири конститутивне јединице које чине Краљевину Холандију онда се и ова два савјета министара често поистовјећују.
Поред Савјета министара Холандије и Савјета министара Краљевине Холандије постоји и кабинет (хол. kabinet) под којим се подразумијевају министри и државни секретари. Кабинет заправо укључује највише функционере извршне власти на челу са министром-предсједником, а који су политички одговорни холандском парламенту (хол. Staten-Generaal).